# Грінін Володимир Григорович
Володимир Григорович Грінін (рос. Владимир Григорьевич Гринин; нар. 27 червня 1916, Озьори, Російська імперія — пом. 19??, Російська РФСР) — радянський російський футболіст та тренер, виступав на позиції півзахисника.

## Кар'єра гравця
В юнацькі роки виступав за футбольну команду заводу «Озьори», потім перейшов у московське «Динамо». Після початку німецько-радянської війни його направили до військової частини спеціального призначення для диверсії в тилу ворога. У 1943 році переведений на службу в 131-й прикордонний полк НКВС СРСР.У вільний від службти в аеропорту Тегерану час грав у футбол. По завершенні Другої світової війни у 1946 році перейшов у москоаський «Буревісник», в якому виступав до 1947 року. У 1949 році перебував у заявці клубу Першої групи СРСР «Торпедо» (Сталінград), але за першу команду не грав й того ж року завершив кар'єру футболіста.

## Кар'єра тренера
По завершенні кар'єри гравця розпочав тренерську діяльність. У 1959 році, після створення футбольної команди, яка б представляла місто Кривий Ріг, призначений старшим тренером команди, яку очолював до жовтня 1959 року. У 1961 році очолював команду «Ракета» (Горький). Потім навчав дітей у Футбольній школі молоді.

## Особисте життя
Брат Олексій, також професіональний футболіст, відомий своїми виступами за московське ЦБЧА.